# Anti World Tour
Tournées par Rihanna
The Monster Tour
(2014)
The Anti World Tour est la cinquième tournée de la chanteuse barbadienne Rihanna pour promouvoir son huitième album Anti. La tournée a été annoncée en novembre 2015 pour débuter en mars 2016 à Jacksonville le 12 mars et se terminer à Abou Dabi le 27 novembre.
La tournée passe en Amérique du Nord avec 43 dates, en Europe avec 31 dates et au Moyen-Orient avec une seule date.
Avec cette cinquième tournée, Rihanna a tenu un concert au Stade Giuseppe-Meazza (Stadio San Siro). Ce concert étant à guichet fermé, Rihanna est donc devenue la plus jeune artiste à tenir un concert à guichet fermé à ce stade.

## Arrière-plan
Après avoir sorti son album Unapologetic en 2012, Rihanna a embarqué dans deux tournées, sa tournée solo le Diamonds World Tour, ainsi que sa tournée avec Eminem, The Monster Tour, avant de faire une pause dans sa carrière musicale pour se consacrer à la mode et au cinéma. Sa pause de 3 ans marquera la plus longue pause de sa carrière après avoir sorti des albums chaque année tous les ans de 2005 à 2012.

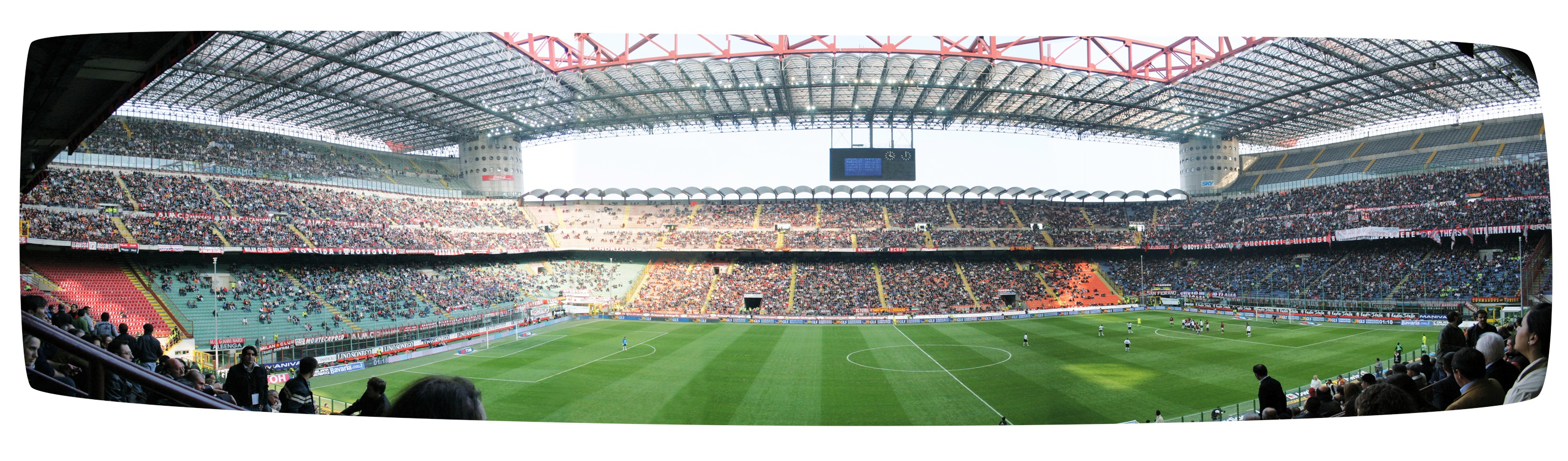
Stade Giuseppe-Meazza (Stadio San Siro), stade dont Rihanna est devenue la plus jeune artiste a remplir à guichet fermé

## Promotion
En novembre 2015, il est annoncé que Rihanna a signé un contrat de 25 millions de dollars avec Samsung, afin de promouvoir son prochain album ainsi que sa tournée. La tournée a été annoncée le 23 novembre 2015 par Rihanna elle-même sur Twitter, et dévoile dans le même tweet les premières parties. Avec Travis Scott comme première partie en Amérique du Nord, Big Sean et The Weeknd en Europe, il était prévu que l'artiste The Weeknd fasse la première partie du concert de Rihanna pendant la partie européenne de la tournée, mais celui-ci s'est retiré pour se consacrer à sa propre carrière et ses futurs projets.

## Premières parties
- Travis $cott (Amérique du Nord)
- Big Sean (Europe)
- DJ Mustard  (Europe)

## Liste des titres interprétés
Introduction musicale
1. Stay
2. Love The Way You Lie
3. Woo
4. Sex With Me
5. Birthday Cake
6. Pour It Up
7. Numb
8. Bitch Better Have My Money

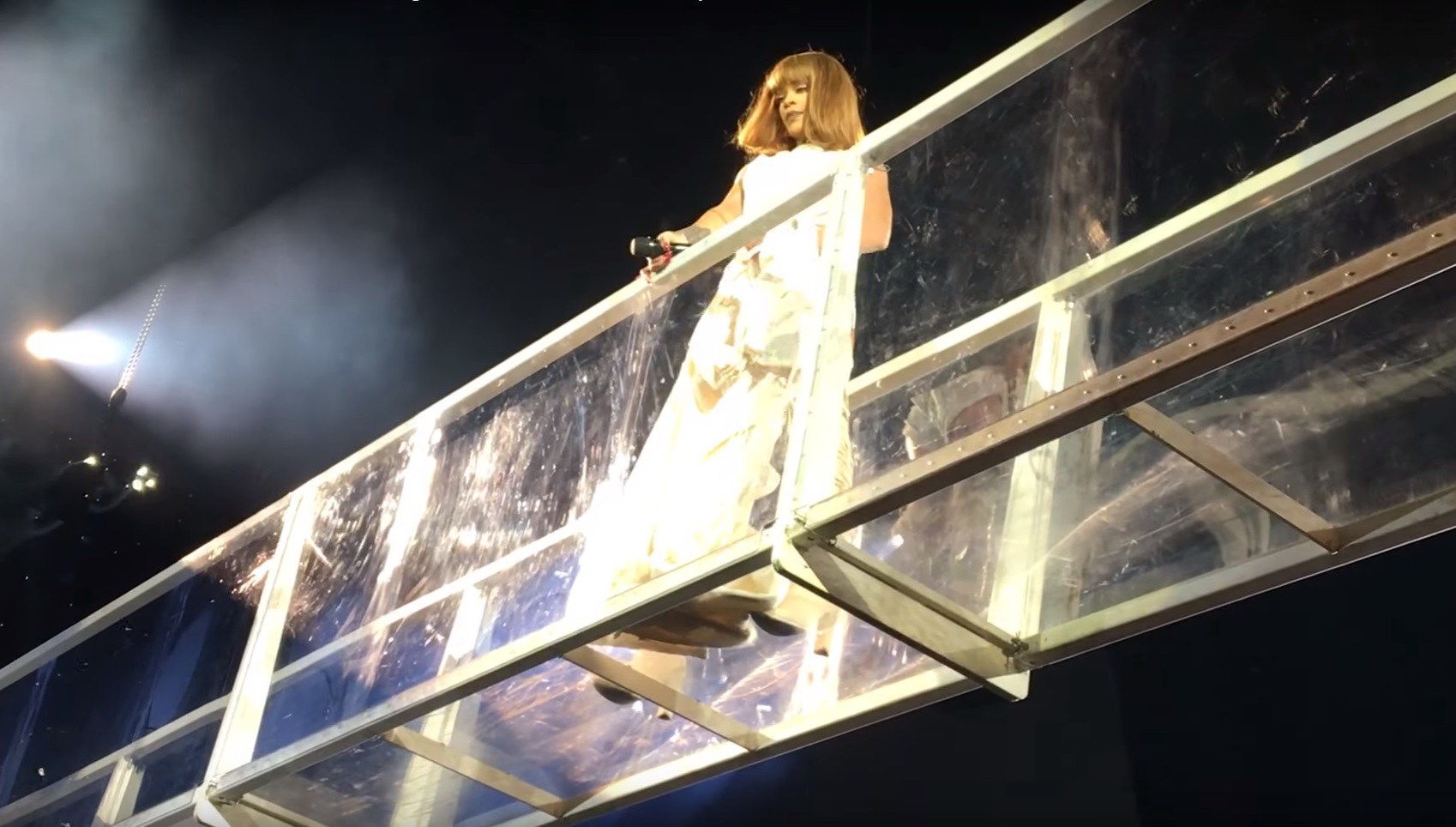
Rihanna au PGE Narodowy à Varsovie durant le Anti World Tour

9. Pose (uniquement sur certaines dates)

Interlude Goodnight Gotham
1. Consideration
2. Live Your Life / Run This Town / All Of The Lights (medley)
3. Umbrella
4. Desperado

Interlude
1. Man Down (remix)
2. Rude Boy
3. Work
4. Take Care
5. How Deep Is Your Love / We Found Love (medley)
6. Where Have You Been

Interlude
1. Needed Me
2. Same Ol' Mistakes
3. Diamonds
4. FourFiveSeconds
5. Love On The Brain (retirée lors de certaines dates)
6. Kiss It Better

Outro (Higher)

## Date et lieux des concerts
Au début de l'année 2016, Rihanna est tombée malade et a dû annuler sa performance aux Grammy Awards et repousser sa tournée mondiale. Certaines dates ont dû être reportées, comme celle de Coventry : le concert devait avoir lieu le 14 juin 2016 mais il a été reporté au 25 juin 2016.
Le concert du 26 juillet 2016 à Prague devait avoir lieu à l'Eden Aréna, mais il a été redirigé vers l'O2 Arena.
Le concert du 2 août 2016 à Berlin devait avoir lieu au Stade olympique de Berlin, mais il a été redirigé vers la Mercedes-Benz Arena, le 16 août 2016.
Le concert du 10 août 2016 à Vienne devait avoir lieu au Stade Ernst-Happel, mais il a été redirigé vers le Wiener Stadthalle, le 9 août 2016.
| Date                       | Ville               | Pays                | Lieu                                 | Première partie     | Affluence               | Revenu       |
| -------------------------- | ------------------- | ------------------- | ------------------------------------ | ------------------- | ----------------------- | ------------ |
| Étape 1 - Amérique du Nord |                     |                     |                                      |                     |                         |              |
| 12 mars 2016               | Jacksonville        | États-Unis          | Jacksonville Veterans Memorial Arena | Travis Scott        | 9,916 / 11,253          | 780 516 $    |
| 13 mars 2016               | Tampa               | États-Unis          | Amalie Arena                         | Travis Scott        | 10,079 / 12,905         | 773 994 $    |
| 15 mars 2016               | Miami               | États-Unis          | American Airlines Arena              | Travis Scott        | 11,792 / 12,301         | 1 196 069 $  |
| 18 mars 2016               | Nashville           | États-Unis          | Bridgestone Arena                    | Travis Scott        | 14,254 / 15,287         | 990 047 $    |
| 19 mars 2016               | Cincinnati          | États-Unis          | U.S. Bank Arena                      | Travis Scott        | 10,773 / 11,089         | 890 872 $    |
| 20 mars 2016               | Charlotte           | États-Unis          | Time Warner Câble Arena              | Travis Scott        | 12,411 / 14,174         | 848 212 $    |
| 22 mars 2016               | Washington          | États-Unis          | Verizon Center                       | Travis Scott        | 12,713 / 13,287         | 1 239 808 $  |
| 23 mars 2016               | Buffalo             | États-Unis          | First Niagara Center                 | Travis Scott        | 10,388 / 13,215         | 783 393 $    |
| 24 mars 2016               | Auburn Hills        | États-Unis          | The Palace of Auburn Hills           | Travis Scott        | 10,748 / 12,482         | 944 183 $    |
| 26 mars 2016               | Hartford            | États-Unis          | XL Center                            | Travis Scott        | 9,962 / 11,104          | 753 354 $    |
| 27 mars 2016               | Brooklyn            | États-Unis          | Barclays Center                      | Travis Scott        | 26,100 / 28,010         | 2 906 512 $  |
| 30 mars 2016               | Brooklyn            | États-Unis          | Barclays Center                      | Travis Scott        | 26,100 / 28,010         | 2 906 512 $  |
| 2 avril 2016               | Newark              | États-Unis          | Prudential Center                    | Travis Scott        | 12 992 / 12,992         | 1 471 474 $  |
| 3 avril 2016               | Philadelphie        | États-Unis          | Wells Fargo Center                   | Travis Scott        | 12,934 / 13,361         | 1 152 596 $  |
| 5 avril 2016               | Québec              | Canada              | Centre Vidéotron                     | Travis Scott        | N/A                     | N/A          |
| 6 avril 2016               | Montréal            | Canada              | Centre Bell                          | Travis Scott        | 20,737 / 22,296         | 1 432 620 $  |
| 7 avril 2016               | Montréal            | Canada              | Centre Bell                          | Travis Scott        | 20,737 / 22,296         | 1 432 620 $  |
| 9 avril 2016               | Baltimore           | États-Unis          | Royal Farms Arena                    | Travis Scott        | 11,356 / 11,356         | 938 768 $    |
| 10 avril 2016              | Boston              | États-Unis          | TD Garden                            | Travis Scott        | 12,295 / 12,589         | 1 180 615 $  |
| 13 avril 2016              | Toronto             | Canada              | Centre Air Canada                    | Travis Scott        | 26,287 / 26,287         | 2 120 090 $  |
| 14 avril 2016              | Toronto             | Canada              | Centre Air Canada                    | Travis Scott        | 26,287 / 26,287         | 2 120 090 $  |
| 15 avril 2016              | Chicago             | États-Unis          | United Center                        | Travis Scott        | 13,515 / 17,125         | 1 330 995 $  |
| 18 avril 2016              | Winnipeg            | Canada              | MTS Centre                           | Travis Scott        | N/A                     | N/A          |
| 20 avril 2016              | Edmonton            | Canada              | Rexall Place                         | Travis Scott        | 10,200 / 10,200         | 730 774 $    |
| 21 avril 2016              | Calgary             | Canada              | Scotiabank Saddledome                | Travis Scott        | N/A                     | N/A          |
| 23 avril 2016              | Vancouver           | Canada              | Rogers Arena                         | Travis Scott        | 14,220 / 14,220         | 1 080 064 $  |
| 24 avril 2016              | Seattle             | États-Unis          | KeyArena                             | Travis Scott        | 9,641 / 10,620          | 958 875 $    |
| 27 avril 2016              | Salt Lake City      | États-Unis          | Vivint Smart Home Arena              | Travis Scott        | 9,086 / 21,049          | 584 709 $    |
| 29 avril 2016              | Las Vegas           | États-Unis          | Mandalay Bay Events Center           | Travis Scott        | 16,220 / 16,419         | 165 698 $    |
| 30 avril 2016              | Las Vegas           | États-Unis          | Mandalay Bay Events Center           | Travis Scott        | 16,220 / 16,419         | 165 698 $    |
| 1er mai 2016               | Phoenix             | États-Unis          | Talking Stick Resort Arena           | Travis Scott        | 9,503 / 11,692          | 833 219 $    |
| 3 mai 2016                 | Los Angeles         | États-Unis          | The Forum                            | Travis Scott        | 25,111 / 25,111         | 2 488 465 $  |
| 4 mai 2016                 | Los Angeles         | États-Unis          | The Forum                            | Travis Scott        | 25,111 / 25,111         | 2 488 465 $  |
| 6 mai 2016                 | San José            | États-Unis          | SAP Center                           | Travis Scott        | 10,285 / 11,392         | 1 036 954 $  |
| 7 mai 2016                 | Oakland             | États-Unis          | Oracle Arena                         | Travis Scott        | 10,494 / 11,859         | 1 063 414 $  |
| 9 mai 2016                 | San Diego           | États-Unis          | Viejas Arena                         | Travis Scott        | 8,461 / 10,304          | 812 817 $    |
| 13 mai 2016                | Dallas              | États-Unis          | American Airlines Center             | Travis Scott        | 13,257 / 13,257         | 1 134 952 $  |
| 14 mai 2016                | Austin              | États-Unis          | Frank Erwin Center                   | Travis Scott        | 10,422 / 10,422         | 917 707 $    |
| 15 mai 2016                | Houston             | États-Unis          | Toyota Center                        | Travis Scott        | 10,427 / 11,105         | 1 136 742 $  |
| 17 mai 2016                | La Nouvelle-Orléans | États-Unis          | Smoothie King Center                 | Travis Scott        | 10,247 / 12,088         | 829 499 $    |
| 18 mai 2016                | Atlanta             | États-Unis          | Philips Arena                        | Travis Scott        | 14,397 / 14,397         | 1 249 535 $  |
| TOTAL                      | TOTAL               | TOTAL               | TOTAL                                | TOTAL               | 418,938 / 453,075       | 35 594 769 $ |
| Étape 2 - Europe           |                     |                     |                                      |                     |                         |              |
| 17 juin 2016               | Amsterdam           | Pays-Bas            | Amsterdam ArenA                      | DJ Mustard Big Sean | 50,513 / 50,513         | N/A          |
| 21 juin 2016               | Dublin              | Irlande             | Aviva Stadium                        | DJ Mustard Big Sean | 47,206 / 47,206         | N/A          |
| 24 juin 2016               | Londres             | Royaume-Uni         | Stade de Wembley                     | DJ Mustard Big Sean | 75,000 / 75,000         | N/A          |
| 25 juin 2016               | Coventry            | Royaume-Uni         | Ricoh Arena                          | DJ Mustard Big Sean | 28,654 / 28,654         | N/A          |
| 27 juin 2016               | Glasgow             | Royaume-Uni         | Hampden Park                         | DJ Mustard Big Sean | 49,445 / 49,445         | N/A          |
| 29 juin 2016               | Manchester          | Royaume-Uni         | Emirates Old Trafford Cricket Ground | DJ Mustard Big Sean | 53,859 / 53,859         | N/A          |
| 2 juillet 2016             | Oslo                | Norvège             | Telenor Arena                        | DJ Mustard Big Sean | 16,816 / 16,816         | N/A          |
| 4 juillet 2016             | Stockholm           | Suède               | Tele2 Arena                          | DJ Mustard Big Sean | 34,956 / 38,884         | N/A          |
| 7 juillet 2016             | Copenhague          | Danemark            | Refshale Island                      | DJ Mustard Big Sean | N/A                     | N/A          |
| 9 juillet 2016             | Hambourg            | Allemagne           | Volksparkstadion                     | DJ Mustard Big Sean | N/A                     | N/A          |
| 11 juillet 2016            | Turin               | Italie              | Pala Alpitour                        | DJ Mustard Big Sean | 14,151 / 14,622         | N/A          |
| 13 juillet 2016            | Milan               | Italie              | Stade San Siro                       | DJ Mustard Big Sean | 53,649 / 53,649         | N/A          |
| 17 juillet 2016            | Francfort           | Allemagne           | Commerzbank-Arena                    | DJ Mustard Big Sean | 40,463 / 40,463         | N/A          |
| 19 juillet 2016            | Lyon                | France              | Parc Olympique lyonnais              | DJ Mustard Big Sean | 40,016 / 44,278         | N/A          |
| 21 juillet 2016            | Barcelone           | Espagne             | Palau Sant Jordi                     | DJ Mustard Big Sean | 17,413 / 17,995         | N/A          |
| 23 juillet 2016            | Lille               | France              | Stade Pierre-Mauroy                  | DJ Mustard Big Sean | 28,661 / 30,879         | N/A          |
| 26 juillet 2016            | Prague              | République tchèque  | O2 Arena                             | DJ Mustard Big Sean | N/A                     | N/A          |
| 28 juillet 2016            | Cologne             | Allemagne           | RheinEnergieStadion                  | DJ Mustard Big Sean | 33,346 / 42,697         | N/A          |
| 30 juillet 2016            | Paris               | France              | Stade de France                      | DJ Mustard Big Sean | 81,000 / 81,000         | N/A          |
| 2 août 2016                | Malmö               | Suède               | Malmö Arena                          | DJ Mustard Big Sean | N/A                     | N/A          |
| 3 août 2016                | Skanderborg         | Danemark            | Smukkeste Festival Grounds           | N/A                 | N/A                     | N/A          |
| 5 août 2016                | Varsovie            | Pologne             | Stade national de Varsovie           | DJ Mustard Big Sean | N/A                     | N/A          |
| 7 août 2016                | Munich              | Allemagne           | Stade olympique de Munich            | DJ Mustard Big Sean | 55,842 / 55,842         | N/A          |
| 9 août 2016                | Vienne              | Autriche            | Wiener Stadthalle                    | DJ Mustard Big Sean | 13,604 / 14,256         | N/A          |
| 11 août 2016               | Budapest            | Hongrie             | Sziget Festival                      | N/A                 | N/A                     | N/A          |
| 12 août 2016               | Zurich              | Suisse              | Stade du Letzigrund                  | DJ Mustard Big Sean | 46,324 / 46,324         | N/A          |
| 14 août 2016               | Bucarest            | Roumanie            | Place de la Constitution             | DJ Mustard Big Sean | 52,000 / 52,000         | N/A          |
| 16 août 2016               | Berlin              | Allemagne           | Mercedes-Benz Arena                  | DJ Mustard Big Sean | 11,988 / 13,480         | N/A          |
| 18 août 2016               | Hasselt             | Belgique            | Pukkelpop Festival                   | N/A                 | N/A                     | N/A          |
| 20 août 2016               | Stafford            | Royaume-Uni         | V Festival                           | David Guetta        | N/A                     | N/A          |
| 21 août 2016               | Chelmsford          | Royaume-Uni         | V Festival                           | David Guetta        | N/A                     | N/A          |
| TOTAL                      | TOTAL               | TOTAL               | TOTAL                                | TOTAL               | 835,957 / 850,019       | N/A          |
| Étape 3 - Amérique du Nord |                     |                     |                                      |                     |                         |              |
| 3 septembre 2016           | Philadelphie        | États-Unis          | Made In America Festival             | N/A                 | N/A                     | N/A          |
| 24 septembre 2016          | New York            | États-Unis          | Central Park                         | N/A                 | N/A                     | N/A          |
| Étape 4 - Moyen-Orient     |                     |                     |                                      |                     |                         |              |
| 27 novembre 2016           | Abou Dabi           | Émirats arabes unis | Abu Dhabi Grand Prix (du Arena)      | N/A                 | N/A                     | N/A          |
| TOTAL                      | TOTAL               | TOTAL               | TOTAL                                | TOTAL               | 1, 003,441 / 1, 303,094 | 42 636 912 $ |

### Concerts annulés
| Date            | Ville      | Pays        | Salle              | Raison                             |
| --------------- | ---------- | ----------- | ------------------ | ---------------------------------- |
| 16 juin 2016    | Cardiff    | Royaume-Uni | Millennium Stadium | Raisons logistiques                |
| 18 juin 2016    | Sunderland | Royaume-Uni | Stadium of Light   | Raisons logistiques                |
| 15 juillet 2016 | Nice       | France      | Allianz Riviera    | Attentat du 14 juillet 2016 à Nice |